# Saint-Pierre-les-Bois
Saint-Pierre-les-Bois ist eine französische Gemeinde mit 272 Einwohnern (Stand: 1. Januar 2022) im Département Cher in der Region Centre-Val de Loire; sie gehört zum Arrondissement Saint-Amand-Montrond und zum Kanton Châteaumeillant. Die Einwohner werden Pétrubosciens genannt.

## Geographie
Saint-Pierre-les-Bois liegt etwa 49 Kilometer südsüdwestlich von Bourges am Fluss Portefeuille. Hier mündet auch sein Zufluss Cheminon Umgeben wird Saint-Pierre-les-Bois von den Nachbargemeinden Ids-Saint-Roch im Nordwesten und Norden, Morlac im Norden und Nordosten, Marçais im Osten, Ardenais im Südosten, Le Châtelet im Süden sowie Maisonnais im Südwesten und Westen.

## Bevölkerungsentwicklung
| Jahr                       | 1962 | 1968 | 1975 | 1982 | 1990 | 1999 | 2008 | 2019 |
| -------------------------- | ---- | ---- | ---- | ---- | ---- | ---- | ---- | ---- |
| Einwohner                  | 415  | 401  | 281  | 302  | 299  | 305  | 315  | 283  |
| Quellen: Cassini und INSEE |      |      |      |      |      |      |      |      |

## Sehenswürdigkeiten
- Kirche Saint-Pierre, seit 1926 Monument historique

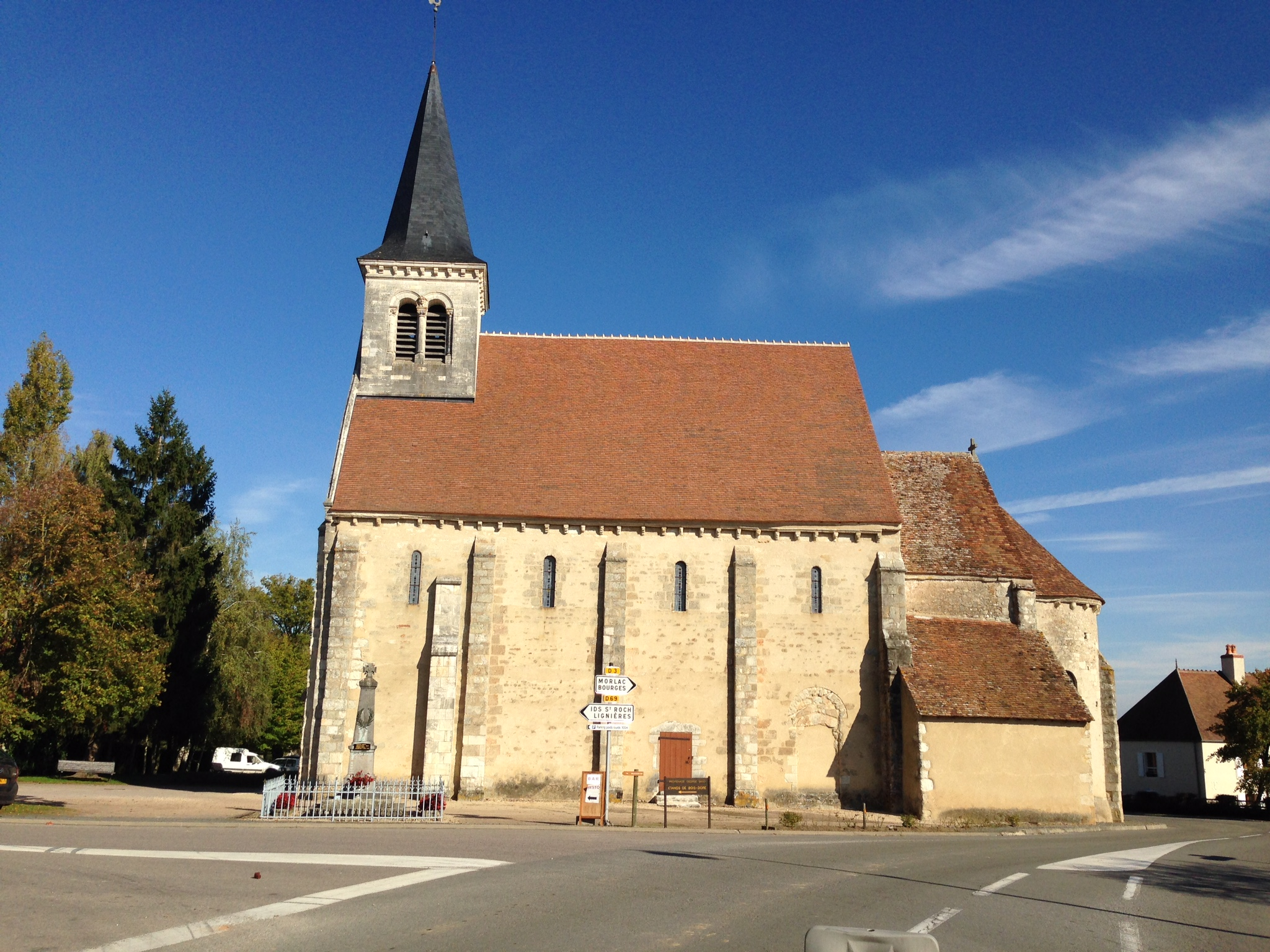
Kirche Saint-Pierre